# Torgos
Torgos is een monotypisch geslacht van vogels uit de familie van de havikachtigen (Accipitridae). De wetenschappelijke naam van het geslacht is voor het eerst geldig gepubliceerd in 1828 door Johann Jakob Kaup.

## Soorten
De volgende soort is bij het geslacht ingedeeld:
- Torgos tracheliotos (Forster, JR, 1796) – Oorgier